# Espérance Nyirasafari
Espérance Nyirasafari   (Ruanda, 13 de juliol de 1972) és una advocada i política de Ruanda, que ha servit com a ministra de gènere i promoció de la família de Ruanda Arxivat 2019-03-31 a Wayback Machine. (Migeprof) des del 5 d'octubre de 2016.
Va néixer a Ruanda, i els seus pares van ser assassinats en el genocidi de Ruanda de 1994, quan Espérance Nyirasafari era encara joveneta. En 2009 va servir com a secretària permanent en el Ministeri de Justícia de Ruanda. En el moment del seu nomenament com a ministra, el 5 d'octubre de 2016, es va informar que era diputada al Parlament de Ruanda. Va substituir com a ministra Diane Gashumba, qui havia estat nomenada Ministra de Salut. En la renovació del gabinet del 31 d'agost de 2017, Espérance Nyirasafari va mantenir la seva cartera com a Migeprof. om a ministre del gabinet, advoca pel respecte mutu entre les parelles casades per promoure l'harmonia familiar.